# Charade (Film)
Charade ist ein US-amerikanischer Spielfilm von Regisseur Stanley Donen aus dem Jahr 1963. Audrey Hepburn und Cary Grant spielen die Hauptrollen in einer mit vielen unerwarteten Wendungen gespickten Geschichte um eine junge Witwe in Paris, die von einem Gangstertrio verfolgt wird und Hilfe findet bei einem charmanten US-Amerikaner, der aber mehrmals seine Identität wechselt.
Der Film mischt eine Vielzahl von Genres, wie Kriminalfilm, Thriller, Agentenfilm, Romanze und (Screwball-)Komödie. Er wurde oft als „bester Hitchcockfilm, der nicht von Hitchcock ist“ bezeichnet. Beachtung fand Charade auch durch die Filmmusik und den Titelsong (Henry Mancini), den Vorspann (Maurice Binder), das Drehbuch mit den pointierten Dialogen zwischen Hepburn und Grant sowie durch die Tatsache, dass der Film am Originalschauplatz Paris gedreht wurde.

## Handlung
Die US-amerikanische Simultandolmetscherin Regina Lampert beschließt in ihrem Skiurlaub, sich von ihrem Mann Charles zu trennen. Als sie nach Paris zurückkehrt, ist ihre große Wohnung völlig leergeräumt. Die französische Polizei teilt ihr mit, dass ihr Mann, offenbar auf der Flucht, getötet wurde, und übergibt ihr eine Tasche, die bei dem Toten sichergestellt wurde, mit einigen wenigen Habseligkeiten, darunter ein Notizbuch, mehrere Pässe auf seinen Namen und ein frankierter, unverschlossener Brief an seine Frau. Die 250.000 Dollar, die ihm die Versteigerung der gesamten Wohnungseinrichtung eingebracht habe, hätte man allerdings nicht finden können.
In der Folge wird Regina in eine undurchsichtige Kriminalgeschichte verwickelt, die sich um eine Episode aus dem Zweiten Weltkrieg dreht. Drei ehemalige Kriegskameraden ihres Mannes bedrohen sie. Sie fordern von ihr 250.000 Dollar, die aus einem gemeinsamen Golddiebstahl stammen sollen. Lampert habe seine OSS-Kameraden betrogen und das Gold vor ihnen versteckt, das aber nun spurlos verschwunden sei. Ein Mister Bartholomew von der CIA fordert Regina auf, für ihn zu spionieren. Im Skiurlaub hatte sie zudem den US-Amerikaner Peter Joshua kennengelernt, der in der Folge ihre Gefühlswelt durcheinanderwirbelt. Joshua gibt sich anfangs als charmanter Helfer aus. Als seine Verbindung zu den Gangstern auffliegt, behauptet er, der Bruder von Carson Dyle zu sein. Carson Dyle war ebenfalls an dem Golddiebstahl beteiligt, ist aber im Krieg angeblich getötet worden. Als Regina herausfindet, dass Carson Dyle keinen Bruder hatte, behauptet Joshua, er sei ein Meisterdieb.
Immer wieder wird von den Beteiligten der Inhalt der Tasche, die Lampert zuletzt bei sich hatte, erfolglos durchsucht. Jeder misstraut jedem, und einer nach dem anderen werden die Kriegskameraden auf mysteriöse Weise ermordet. Endlich jedoch haben die Verbliebenen fast gleichzeitig die entscheidende Idee: Das verschwundene Vermögen steckt in den Briefmarken auf dem Umschlag, der sich in Lamperts Tasche befand. Sie finden zwar den Umschlag, jedoch nicht die Marken: Regina hatte die vermeintlich belanglosen Marken zuvor herausgerissen und an den kleinen Sohn ihrer Freundin verschenkt, der sie auf einem Flohmarkt bereits eingetauscht hat. Der ehrliche Händler gibt Regina jedoch die Marken zurück und klärt sie über deren Wert auf.
An den Kolonnaden des Palais Royal beginnt der Showdown zwischen Joshua und Bartholomew. Regina weiß nicht, wem sie vertrauen soll, bis Bartholomew zugibt, kein CIA-Agent zu sein, sondern der vermeintlich im Krieg verstorbene Carson Dyle. Sie flieht in die leere Comédie-Française und versteckt sich im Souffleur-Kasten, wo Bartholomew sie entdeckt. Er ist im Begriff, sie zu erschießen, als Joshua, der dessen Schritte von der Unterbühne aus verfolgt, im letzten Moment den Mechanismus auslöst für die Platte, auf der Bartholomew gerade steht, sodass dieser in die Versenkung fällt und stirbt. Regina will am Folgetag die Briefmarken in der amerikanischen Botschaft zurückgeben, und Joshua erweckt den Eindruck, sie davon abhalten zu wollen – was die Überraschung für sie umso größer macht: Er selbst ist der „Empfänger“, arbeitet beim Schatzamt der Botschaft und hatte den Auftrag, den Erlös aus dem Goldraub zurückzuholen. In Wahrheit heißt er Brian Cruikshank. Das Happy End wird vervollständigt, als er ihr einen Heiratsantrag macht.

## Hintergrund
Charade erinnert an den Stil der Kriminalfilme von Alfred Hitchcock, indem er über eine spannende Geschichte mit einer Reihe überraschender Wendungen verfügt: eine Figur nach der anderen muss sterben, bis nur noch drei übrig sind. Stanley Donen versammelte mit Audrey Hepburn, Cary Grant, Walter Matthau, James Coburn und George Kennedy ein beachtliches Staraufgebot.
Besonders die Dialoge zwischen Lampert und Joshua sind (im klassischen Stil der Screwball-Comedy) geschliffen formuliert; sie wechseln hin und her zwischen dem Flair zweier Menschen, die dabei sind, sich ineinander zu verlieben, und dem steigenden Misstrauen, das Lampert Joshua entgegenbringt, da er stets eine Lüge durch die nächste ersetzt. Dazu präsentiert der Film schwelgerische Dekors, mit Paris als Handlungsort ein stimmungsvolles Set und Audrey Hepburn in den Kostümen ihres favorisierten Designers Hubert de Givenchy.
Hepburn war die erste Schauspielerin, die einen prozentualen Anteil am Einspielergebnis erhielt. Nachdem sich Charade als großer Erfolg erwiesen hatte, drehte der Regisseur Donen drei Jahre später mit Gregory Peck und Sophia Loren die ganz ähnlich angelegte Thrillerkomödie Arabeske.
Die im Film gezeigten Briefmarken waren leicht abgewandelte Kopien von berühmten und besonders wertvollen Briefmarken, z. B. der berühmten Tre Skilling Banco aus Schweden von 1855, einer der teuersten Briefmarken der Welt. Im Film zeigt die Marke 4 statt 3 Schilling Wert. Außerdem verwendet der Film die Hawaiian Missionaries aus dem 19. Jahrhundert mit dem Wert von 3 Cents, obschon die Marken nur mit 2, 5 oder 13 Cents Wert existierten. Wie im Film erwähnt, wurde tatsächlich ein Sammler (Gaston Leroux) wegen dieser Briefmarke ermordet. Des Weiteren wird ein Exemplar der berühmten Ochsenkopf-Serie aus Moldau von 1858 gezeigt. Es existierten aber nur Marken in Wertstufen zu Vielfachen von 27; demzufolge wäre der korrekte Wert 81, nicht wie im Film 82.
Zur deutschen Kino-Premiere kam es am 13. Dezember 1963. Im deutschen Fernsehen war Charade erstmals am 19. Juli 1974 ab 20.15 Uhr in der ARD zu sehen.

## Synchronisation
Die deutsche Synchronfassung entstand zur Kinopremiere 1963 bei der Berliner Synchron. Die Dialogregie übernahm Klaus von Wahl, das Dialogbuch verfasste Fritz A. Koeniger.
| Rolle                                                            | Schauspieler     | Dt. Synchronstimme |
| ---------------------------------------------------------------- | ---------------- | ------------------ |
| Brian Cruikshank (Peter Joshua / Alexander Dyle / Adam Canfield) | Cary Grant       | Curt Ackermann     |
| Regina „Reggie“ Lampert                                          | Audrey Hepburn   | Uta Hallant        |
| Carson Dyle (Hamilton Bartholomew)                               | Walter Matthau   | Martin Hirthe      |
| Tex Panthollow                                                   | James Coburn     | Arnold Marquis     |
| Herman Scobie                                                    | George Kennedy   | Hans Wiegner       |
| Leopold W. Gideon                                                | Ned Glass        | Hans Hessling      |
| Inspektor Grandpierre                                            | Jacques Marin    | Klaus Miedel       |
| Sylvie Gaudel                                                    | Dominique Minot  | Ruth Scheerbarth   |
| Jean-Louis Gaudel, Kind                                          | Thomas Chelimsky | Ilja Richter       |
| Monsieur Felíx, Briefmarkenhändler                               | Paul Bonifas     | Paul Wagner        |
| Unterhalter im Nachtclub                                         | Monte Landis     | Harry Wüstenhagen  |

## Kritiken
„Ein exzellenter Kriminalfilm, der seine Pointe geschickt hinauszuzögern weiß; teils makaber, teils ansteckend heiter.“

„Einfallsreicher Film (…); ein amüsantes Verwechslungsdrama allererster Güte. (Wertung: 2½ von 4 möglichen Sternen: überdurchschnittlich).“

„Der temporeiche Mix aus Gaunerkomödie und Spionage-Thriller vereint auf gekonnte Weise trockenen schwarzen Humor und Thrillerspannung. Natürlich ist das Vorbild Alfred Hitchcock stets spürbar (auch wenn der Meister selbst die weibliche Hauptrolle vermutlich mit einer kühlen Blonden wie Tippi Hedren besetzt hätte). Kaum jemand ist Hitchcocks Meisterschaft in Sachen Tempo, Spannung und makabrem Witz so nahe gekommen wie Stanley Donen mit diesem Film. (Wertung: 4 von 5 möglichen Sternen: Super-Film).“

## Preise und Auszeichnungen
- Oscarverleihung 1964: Nominiert in der Kategorie Bester Titelsong „Charade“

- Golden Globe 1964: Nominiert in den Kategorien
  - Beste Schauspielerin in einem Film Komödie/Musical: Audrey Hepburn
  - Bester Schauspieler in einem Film Komödie/Musical: Cary Grant

- Bafta Award 1965: Gewonnen in der Kategorie „Beste Schauspielerin“: Audrey Hepburn. Nominiert in der Kategorie „Bester Schauspieler“: Cary Grant

- 2022: Aufnahme in das National Film Registry

## Neuverfilmungen
- The Truth About Charlie, eine Neuverfilmung aus dem Jahr 2002, mit Mark Wahlberg und Thandie Newton unter der Regie von Jonathan Demme, erwies sich als Flop und erhielt in Deutschland keine Kinoaufführung.
- Chura Liyaa Hai Tumne – Du hast mein Herz geraubt ist ein Bollywoodfilm aus dem Jahr 2003 und somit eine indische Version des Originalfilms.